# 妓生
妓生是朝鲜半岛的傳統藝妓，在古代为朝鲜国王、两班、儒士等提供歌舞表演。定位类似中国的歌妓和日本的艺妓。妓生是以表演歌舞作为职业的女性，职业上的定位是指艺人。

## 歷史
妓生作为一个社会阶层最早出现在高丽王朝时期，其社会地位在高丽王朝和朝鲜王朝时期属于贱民。妓生虽然在阶层上属于贱民阶层，但妓生通常被称为“奢侈奴婢”。妓生都接受过专业的艺术训练，许多妓生有很高的艺术造诣，有些更是知名的女艺术家和女詩人。但由于社会地位低下，大多数妓生的名字已被人们遗忘，只有少数的妓生名字被流传下来，比如黃真伊、李梅窗等。

### 生涯

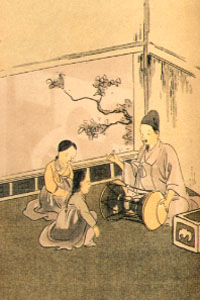
妓生学习音乐，1910年

古代的妓生通常是从小在教坊接受各种技艺训练，如乐器、舞蹈、歌曲、书法、绘画、文学、礼仪、女红等技艺。妓生学习的舞蹈包括宫廷舞和民俗舞，如高句丽舞、僧舞、剑舞、煞儿普利等。妓生学习的乐器有伽倻琴、长鼓、玄琴等传统的乐器。所学习的歌曲有杂歌、高丽歌谣等。妓生是以歌舞表演为职业的女子，在身份上属于艺人，她们也经常在宴会上表演歌曲、舞蹈来助兴。妓生不是指从事卖淫职业的妓女。对于妓生一词的释义，妓生的“妓”字是指以歌舞为业的女艺人，并非指卖淫为业的妓女或娼妓，妓生的“生”字是接词，接词与书生、先生、学生等是相同的情况。妓生是古代朝鲜半岛的艺妓，为国王、两班、儒士等提供歌舞表演，朝鲜时代的书生们称妓生为“解语花”，意思是指“能理解话语的女子”。妓生也会有男女之间的关系，但与卖淫有区别。妓生可以与一位男子之间建立关系，被称为“有夫妓生”。

### 婚姻
在婚姻上，妓生可以嫁给高于自身阶层的人，若能嫁其为妾，甚至可以挽救娘家。但由于身份的制约，很多妓生与高于自身阶层的人相恋，最终会经历离别和背叛。妓生属于贱民阶层，一般不能嫁作士大夫的正妻，嫁给士大夫的妓生只能为妾，所生的子女也继承母亲的低贱身份。妓生若要嫁为正妻，则只能嫁给贱民男子。嫁给王族的妓生则为贱妾，所生子女虽然有王族身份，但他们的位阶比良妾子女再低一等。但也有少数妓生通过婚姻晋身贵族阶层，例如燕山君的淑容张绿水就是妓生出身，而朝鲜中宗时的郑兰贞，因为被文定王后破例让她从妾扶正为兄长尹元衡的继室，被封为正一品贞敬夫人。

### 地区差异

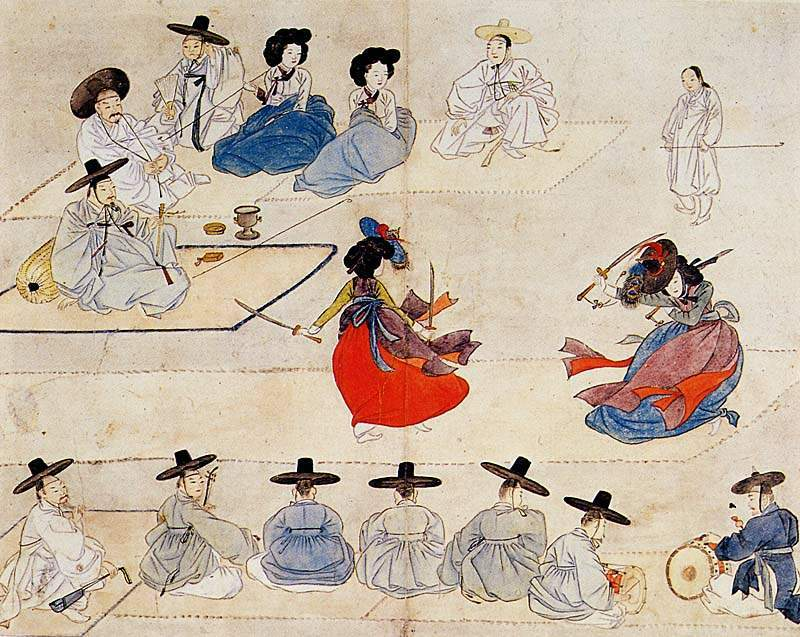
晋州妓生的Geommu表演

不同地区的妓生在技艺上也有所不同。晋州的妓生很擅长劍舞。济州岛的妓生擅长马术。全羅道河南地域的妓生擅长盘索里。庆尚北道安东市的妓生擅长《大学》。

### 呈才上妓
呈才上妓是在内宴上跳舞的妓生、舞女。地方的妓生也可以凭借出众的才艺被选入宫中为上妓，之后在内宴上表演歌舞。例如可喜儿是甫川的妓生出身，她凭借出众的美貌和才艺成为了呈才上妓，她与其他年龄在15至16岁的6位妓生进入宫中表演。

### 出身
妓生一般是穷苦人的女儿因经济所迫被家人卖掉的，也有些是出身贱民的少女为改善家中生活而成为妓生。犯有株连家属的大罪的囚犯，其女眷也可被贬为妓生。也有两班的女儿为了偿还父亲的债务而成为妓生，但这是非常少有的。由于朝鲜王朝有“从母法”，妓生的女儿也是贱民，即使出生在妓生和贵族之间，女儿也会成为妓生。但如果妓生赎身，就可以不遵从这种情况，赎身即妓生自己或者富人和贵族为妓生赎身，用财物支付为代价，从而离开妓生的身份。

## 近代的妓生

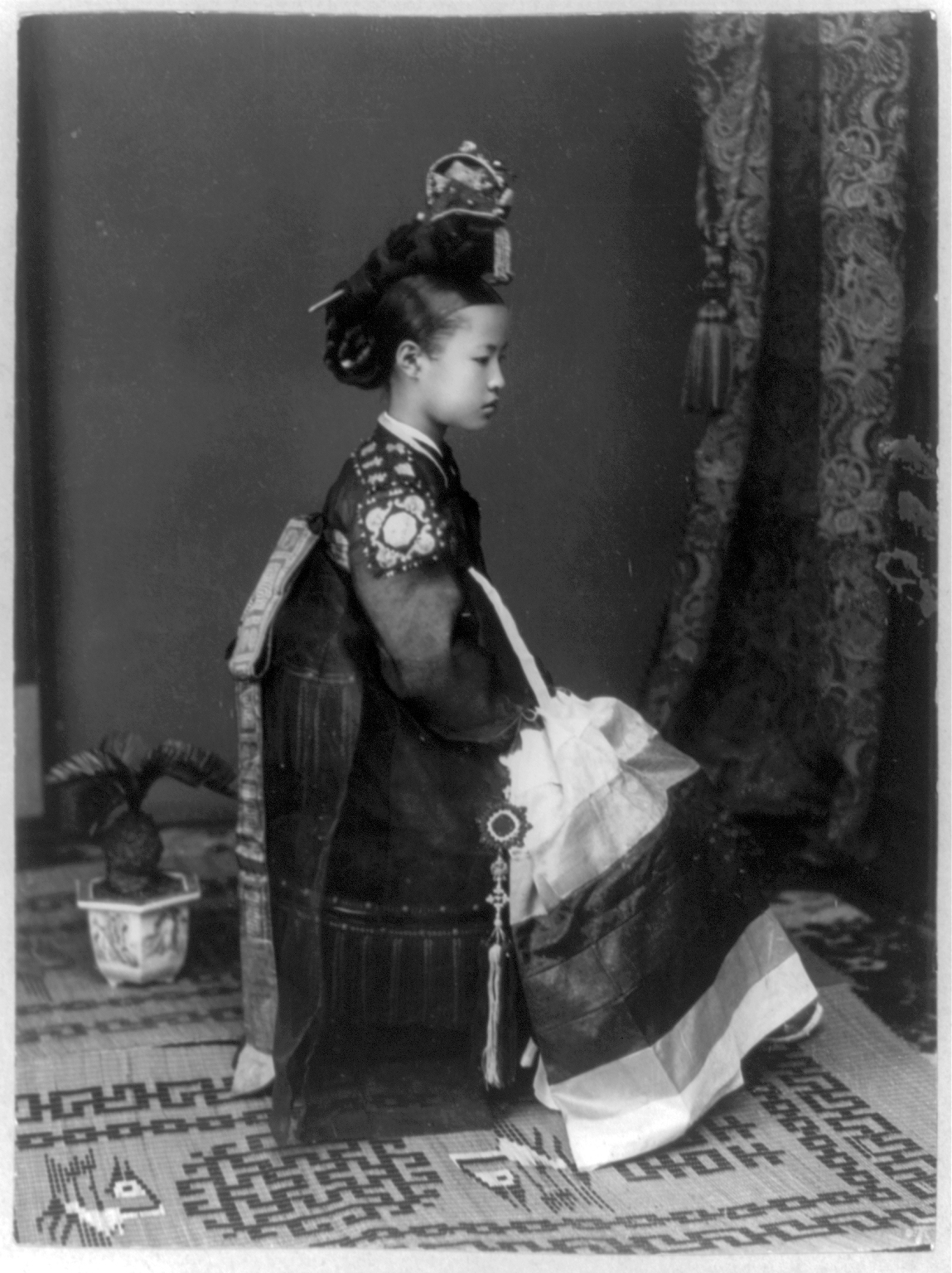
朝鲜日据时期的妓生

日治時代之後，妓生日漸式微。但在近代朝鲜日据时期，也有设立培养妓生的券番，也被称为妓生学校。妓生券番有男女老师授课，并有5、6名乐师常驻，负责学生们的教育伴奏。券番的教育空间分为舞蹈室、歌唱室、小剧场等。在原来传统的课程上，券番另开设了日语、三味线、东西音乐等课程。到現代的韓國，妓生已經很少。現代的妓生為自願入行，她們工作的地方是設於韓屋的高級餐廳，稱為料亭，這些餐廳提供以朝鮮宮廷料理為藍本的高級料理，每位客人由一位妓生侍候進餐，並有妓生歌舞表演，稱為妓生宴。
即使近年已經很少妓生料亭，而妓生也不一定提供性服務，陪伴的客人也不限於男性，但近二十多年的少女很多因為怕辛苦或認為落伍而不願入行，以至1990年代至2000年代期間多家妓生料亭倒閉，首都三大料亭中的三清閣、大元閣於1990年代，而梧珍庵（오진암）則於2010年倒閉。而現代的妓生對傳統藝術的造詣也沒有古代妓生那麼深厚，有些現代的妓生在宴會上只會表演現代的歌舞，但有些妓生仍然會表演傳統歌舞，尤其是接待外國遊客時。
隨著韓國文化的傳播，加上2000年代後期至2010年代初有多部以妓生為題材的韓國電視劇如《黃真伊》、《新妓生傳》於外國播出，越來越多外國遊客欲體驗妓生文化，為應付需求，現在不少料亭會僱用女大學生或有正職的年輕女性為兼職妓生，也有一些喜愛傳統文化的韓國年輕女性成為全職妓生。雖然妓生文化再受到韓國人認可，視為非物質文化遺產，但由於韓戰結束後，韓國為振興經濟，曾推廣「妓生旅遊」，部份料亭的妓生提供性服務，加上1990年代起一些正當的料亭為求生存，也提供色情服務，以致色情料亭充斥，令國內外不少人皆把妓生等同性工作者，加上現代的妓生訓練時間短，對傳統藝術的造詣遠遠不及古代妓生，以致近年妓生的社會地位仍然很低，被視為只是高級陪酒小姐而不是藝人，一些賣藝不賣身的妓生也經常遇到有客人要求提供性服務。

## 著名妓生
- 黃真伊
- 李梅窗
- 郑兰贞
- 张绿水
- 可喜儿
- 罗阁夫人
- 金萬德
- 朱論介（朝鲜语：논개） - 別稱義妓論介，身為壬辰倭亂時代的兩班少婦，在丈夫崔慶會戰死沙場後，論介就扮成妓生把其中一位倭將引到岸邊，再緊擁他雙雙投江同歸於盡。
- 桂月香（朝鲜语：계월향）
- 池春紅
- 陈彩仙
- 丁七星
- 真红 (朝鲜)
- 鸚鵡（앵무）[17]